# Кыргызстан на летних Олимпийских играх 2000
Кыргызстан принимал участие в Летних Олимпийских играх 2000 года в Сиднее (Австралия) во второй раз за свою историю, и завоевал одну бронзовую медаль. Сборную страны представляло 48 спортсменов, в том числе 13 женщин.

## Награды

### Бронза
| Бронза |                |                         |
| №      | Спортсмены     | Вид спорта (дисциплина) |
| 1      | Айдын Смагулов | Дзюдо (до 60 кг)        |

## Состав олимпийской сборной Кыргызстана

### Дзюдо
Спортсменов — 4
Соревнования по дзюдо проводились по системе на выбывание. В утешительные раунды попадали спортсмены, проигравшие полуфиналистам турнира. Два спортсмена, одержавших победу в утешительном раунде, в поединке за бронзу сражались с проигравшими в полуфинале.
Мужчины
| Спортсмен      | Категория | 1/32               | 1/16                                 | 1/8                                 | Четвертьфиналы     | Полуфиналы         | Первый доп. раунд                     | Утешительный четвертьфинал                   | Утешительный полуфинал                    | За 3 место Финал                       | Место |
| Спортсмен      | Категория | Соперник Результат | Соперник Результат                   | Соперник Результат                  | Соперник Результат | Соперник Результат | Соперник Результат                    | Соперник Результат                           | Соперник Результат                        | Соперник Результат                     | Место |
| -------------- | --------- | ------------------ | ------------------------------------ | ----------------------------------- | ------------------ | ------------------ | ------------------------------------- | -------------------------------------------- | ----------------------------------------- | -------------------------------------- | ----- |
| Айдын Смагулов | до 60 кг  |                    | Хорхе Ленсина (ARG) поб. 1001 — 0001 | Маноло Пулот (CUB) пор. 0010 — 1000 | Не прошёл          | Не прошёл          | Евгений Станев (RUS) поб. 1010 — 0000 | Георгий Курдгелашвили (MDA) поб. 1101 — 0002 | Брэндан Гречковски (USA) поб. 0020 — 0001 | Алишер Мухтаров (UZB) поб. 1011 — 0001 |       |

| Соревнование | Спортсмены     | Первый раунд                    | Второй раунд         | 1/8 финала           | Четвертьфинал        | Полуфинал            | Финал                | Место |
| Соревнование | Спортсмены     | Соперник Результат              | Соперник Результат   | Соперник Результат   | Соперник Результат   | Соперник Результат   | Соперник Результат   | Место |
| ------------ | -------------- | ------------------------------- | -------------------- | -------------------- | -------------------- | -------------------- | -------------------- | ----- |
| до 73 кг     | Сагдат Садыков | Чхой Ён Син (KOR) П 0000 — 1001 | Завершил выступление | Завершил выступление | Завершил выступление | Завершил выступление | Завершил выступление | —     |

Женщины
| Соревнование | Спортсмены       | Первый раунд                  | 1/8 финала                   | Четвертьфинал                      | Полуфинал             | Финал                 | Место |
| Соревнование | Спортсмены       | Соперник Результат            | Соперник Результат           | Соперник Результат                 | Соперник Результат    | Соперник Результат    | Место |
| ------------ | ---------------- | ----------------------------- | ---------------------------- | ---------------------------------- | --------------------- | --------------------- | ----- |
| до 57 кг     | Наталия Кулигина | В. Данн (GBR) П 0002 — 0011   | Завершила выступление        | Завершила выступление              | Завершила выступление | Завершила выступление | —     |
| до 63 кг     | Ольга Артамонова | К. Диксон (AUS) В 1000 — 0000 | Ли Шуфан (CHN) П 0001 — 0110 | Утешительный турнир                | Завершила выступление | Завершила выступление | 9     |
| до 63 кг     | Ольга Артамонова | К. Диксон (AUS) В 1000 — 0000 | Ли Шуфан (CHN) П 0001 — 0110 | Г. Вандекавейе (BEL) П 0000 — 1100 | Завершила выступление | Завершила выступление | 9     |

### Плавание
Спортсменов — 11
В следующий раунд на каждой дистанции проходили лучшие спортсмены по времени, независимо от места занятого в своём заплыве.
Мужчины
| Спортсмен                                                      | Соревнование          | Предварительные заплывы | Предварительные заплывы | Полуфиналы | Полуфиналы | Финал     | Финал     |
| Спортсмен                                                      | Соревнование          | Результат               | Место                   | Результат  | Место      | Результат | Место     |
| -------------------------------------------------------------- | --------------------- | ----------------------- | ----------------------- | ---------- | ---------- | --------- | --------- |
| Дмитрий Кузьмин                                                | 200 м вольный стиль   | 1:52,93                 | 28                      | Не прошёл  | Не прошёл  | Не прошёл | Не прошёл |
| Иван Иванов                                                    | 400 м вольный стиль   | 4:01,34                 | 45                      |            |            | Не прошёл | Не прошёл |
| Константин Прядкин                                             | 100 м на спине        | 59,86                   | 49                      | Не прошёл  | Не прошёл  | Не прошёл | Не прошёл |
| Евгений Петрашов                                               | 100 м брасс           | 1:07,32                 | 59                      | Не прошёл  | Не прошёл  | Не прошёл | Не прошёл |
| Сергей Ашихмин Константин Ушков Дмитрий Кузьмин Алексей Павлов | 4х100 м вольный стиль | 3:25,03                 | 20                      |            |            | Не прошли | Не прошли |

Женщины
| Спортсменка            | Соревнование         | Предварительные заплывы | Предварительные заплывы | Полуфиналы | Полуфиналы | Финал     | Финал     |
| Спортсменка            | Соревнование         | Результат               | Место                   | Результат  | Место      | Результат | Место     |
| ---------------------- | -------------------- | ----------------------- | ----------------------- | ---------- | ---------- | --------- | --------- |
| Наталья Корабельникова | 400 м вольным стилем | 4:24,29                 | 35                      |            |            | Не прошла | Не прошла |
| Анжелика Соловьёва     | 100 м на спине       | 1:07,63                 | 44                      | Не прошла  | Не прошла  | Не прошла | Не прошла |
| Ольга Молчанова        | 100 м брасс          | 1:14,41                 | 34                      | Не прошла  | Не прошла  | Не прошла | Не прошла |
| Александра Зерцалова   | 400 м комплекс       | 5:09,03                 | 27                      |            |            | Не прошла | Не прошла |

### Стрельба
Спортсменов — 1
После квалификации лучшие спортсмены по очкам проходили в финал, где продолжали с очками, набранными в квалификации. В некоторых дисциплинах квалификация не проводилась. Там спортсмены выявляли сильнейшего в один раунд.
Мужчины
| Спортсмен      | Соревнование   | Квалификация | Место | Финал     | Место     | Всего | Место |
| -------------- | -------------- | ------------ | ----- | --------- | --------- | ----- | ----- |
| Юрий Мелентьев | Пистолет, 10 м | 576          | 17    | Не прошёл | Не прошёл | 576   | 17    |

### Фехтование
Спортсменов — 1
В индивидуальных соревнованиях спортсмены сражаются три раунда по три минуты, либо до того момента, как один из спортсменов нанесёт 15 уколов. В командных соревнованиях поединок идёт 9 раундов по 4 минуты каждый, либо до 45 уколов. Если по окончании времени в поединке зафиксирован ничейный результат, то назначается дополнительная минута до «золотого» укола.
Мужчины
| Соревнование         | Спортсмены               | 1/32 финала                       | 1/16 финала                       | 1/8 финала           | Четвертьфиналы       | Полуфиналы           | Финал матч за 3-е место | Место |
| Соревнование         | Спортсмены               | Соперник Результат                | Соперник Результат                | Соперник Результат   | Соперник Результат   | Соперник Результат   | Соперник Результат      | Место |
| -------------------- | ------------------------ | --------------------------------- | --------------------------------- | -------------------- | -------------------- | -------------------- | ----------------------- | ----- |
| Индивидуальная шпага | Александр Поддубный (41) | Андрус Каяк (EST) (24) поб. 15:13 | Иван Тревехо (CUB) (9) пор. 10:15 | Завершил выступление | Завершил выступление | Завершил выступление | Завершил выступление    | 32    |